# Корш (село)
Корш — село в Рутульском районе Дагестана. Входит в Кальяльский сельсовет.

## Географическое положение
Расположено в долине реки Самур в устье реки Вуг, в 34 км северо-западнее районного центра села Рутул.

## Общие сведения
Корш – небольшое село. Оно расположено на выступе горы. Корш переводится как аул много. В значении «аул» кор//кур и ныне функционирует в рутульском языке (в говоре с. Ихрек, ср. кур-да руъура «в село иду»). Корш –  очень древнее поселение, но количество домов (хозяйств) всегда ограничивалось 10-12. Как только число домов доходило до запретной черты, из Корша несколько семей уезжало: в прошлом они обосновывались в селах Алазанской долины (Мамрух, Гёзбарах, Джиных(Гуллюк), Мухах, Сабунчи, Аласкар, Джимджимах, Алиабад, Чобанкол) и в городах (Закаталы, Гянджа, Баку).
В первой половине XX в. был известен уроженец этого села некий Яхйа, портной-модельер мужской и женской одежды в городе Закатала. Как мудрец и философ был известен Билал Коршинский, многие его изречения стали крылатыми. Он и его жена Эминат в 20-х годах XX в. в своем доме открыли начальную школу типа примечетской для мальчиков и девочек, где обучали детей арабской грамоте, чтению Корана и соблюдению основных постулатов Ислама.

## Население
| 1895 | 1926 | 1939 | 1970 | 1989 | 2002 | 2010 |
| ---- | ---- | ---- | ---- | ---- | ---- | ---- |
| 55   | ↘34  | ↗49  | ↗66  | ↗73  | ↗83  | ↘63  |
| 2021 |      |      |      |      |      |      |
| ↘45  |      |      |      |      |      |      |

Моноэтническое цахурское село.